# Wyspa krystaliczna Goryczkowej

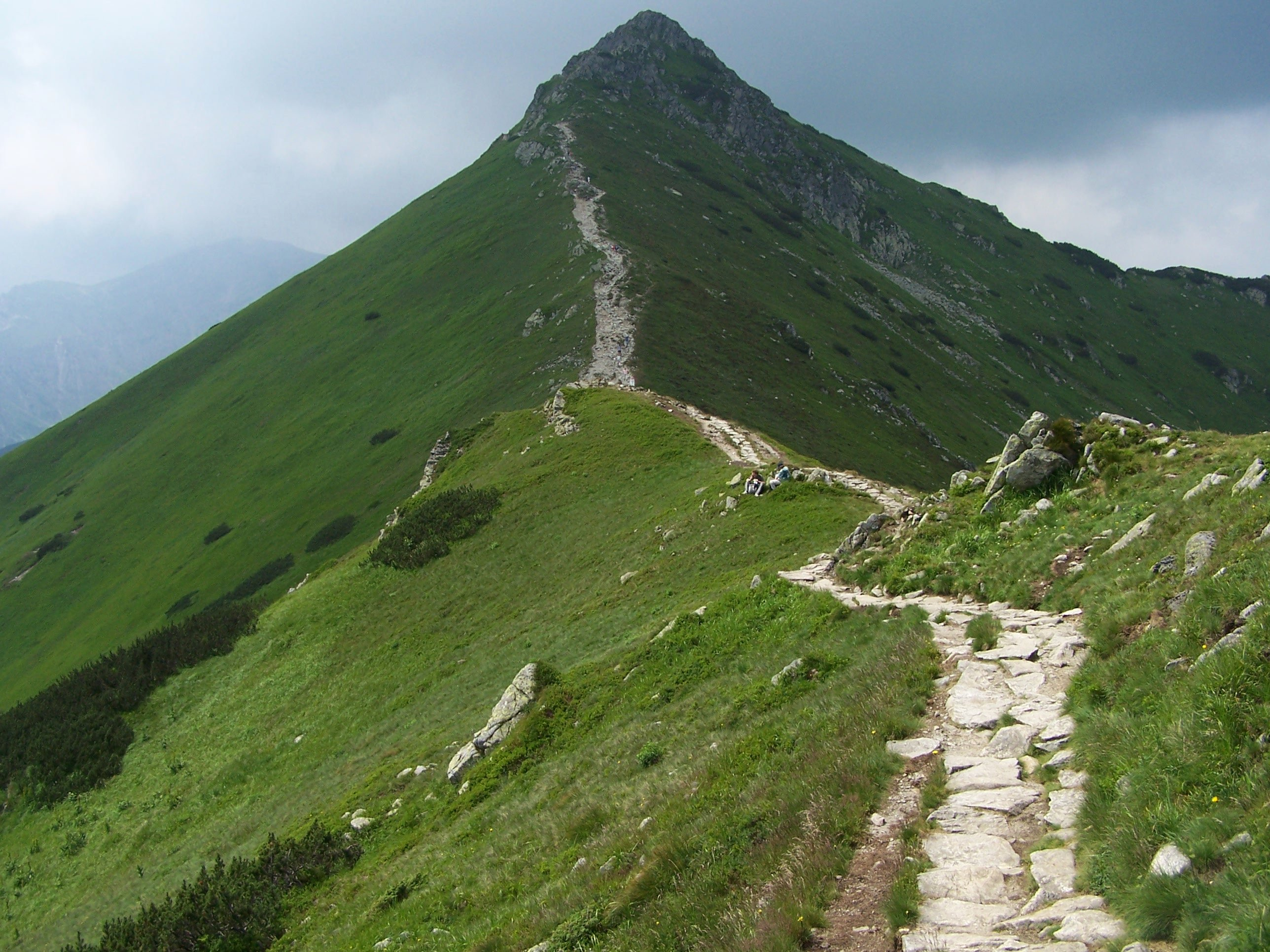
Goryczkowa Czuba

Wyspa krystaliczna Goryczkowej – czapka tektoniczna będąca płatem granodiorytów położonym w Tatrach Zachodnich na obszarze pomiędzy Beskidem na wschodzie a Kopą Kondracką na zachodzie. Jej nazwa pochodzi od Goryczkowej Czuby, położonej w centralnej części obszaru.
Wyspa krystaliczna – nazywana także „krą” – została oderwana od stropu trzonu krystalicznego Tatr podczas przesuwania się na północne płaszczowiny wierchowe Giewontu, położone ponad młodszymi skałami osadowymi. Jej obszar ma powierzchnię 10 km² i składa się w 4/5 z granitoidów, a w 1/5 ze skał metamorficznych.
Genezę wyspy krystalicznej Goryczkowej badał już ok. 1840 r. Ludwik Zejszner, obecna koncepcja płaszczowinowej budowy Tatr wykrystalizowała się w 1903 r. po dyskusji Viktora Uhliga i Maurice'a Lugeona.